# Xã Hanover, Quận Washington, Kansas
Xã Hanover (tiếng Anh: Hanover Township) là một xã thuộc quận Washington, tiểu bang Kansas, Hoa Kỳ. Năm 2010, dân số của xã này là 887 người.